# Élections générales de 1996 à Gibraltar
Les élections législatives de Gibraltar en 1996 se sont tenues le 16 mai 1996 pour élire les 15 membres du parlement pour un mandat de quatre ans.

## Partis en présence
| Parti | Parti                                                                              | Idéologie                       | Chef de file                   | Score précédent           |
| ----- | ---------------------------------------------------------------------------------- | ------------------------------- | ------------------------------ | ------------------------- |
|       | Parti travailliste-socialiste de Gibraltar (GSLP) Gibraltar Socialist Labour Party | Centre gauche Social-démocratie | Joe Bossano (Ministre en chef) | 73,1 % des voix 8 députés |
|       | Sociaux-démocrates de Gibraltar (GSD) Gibraltar Social Democrats                   | Centre droit Conservatisme      | Peter Caruana                  | 20,2 % des voix 7 députés |
|       | Parti national de Gibraltar (GNP) Gibraltar National Party                         | Centre Social-libéralisme       | Joseph Garcia                  | 4,7 % des voix 0 députés  |

## Résultats

### Par partis
| Parti                    | Parti                                             | Voix    | %     | +/-   | Sièges | +/-           |
| ------------------------ | ------------------------------------------------- | ------- | ----- | ----- | ------ | ------------- |
|                          | Sociaux-démocrates de Gibraltar (GSD)             | 66 190  | 52,20 | 31,98 | 8      | 1             |
|                          | Parti travailliste-socialiste de Gibraltar (GSLP) | 54 463  | 42,95 | 30,12 | 7      | 1             |
|                          | Parti national de Gibraltar (GNP)                 | 5 932   | 4,68  | 0,02  | 0      | en stagnation |
|                          | Indépendant                                       | 214     | 0,17  | Nv.   | 0      | en stagnation |
| Total des voix           | Total des voix                                    | 126 799 | 100   |       |        |               |
|                          |                                                   |         |       |       |        |               |
| Total des votants        | Total des votants                                 | 16 169  | 100   | –     | 15     | en stagnation |
| Abstentions              | Abstentions                                       | 2 268   | 12,30 |       |        |               |
| Inscrits / participation | Inscrits / participation                          | 18 437  | 87,70 |       |        |               |

### Par candidat
| Nom | Nom                   | Parti | Voix  | Élu ? |
| --- | --------------------- | ----- | ----- | ----- |
|     | Peter Montegriffo     | GSD   | 8 565 | Oui   |
|     | Peter Caruana         | GSD   | 8 561 | Oui   |
|     | Bernard Linares       | GSD   | 8 342 | Oui   |
|     | Hubert Corby          | GSD   | 8 263 | Oui   |
|     | Keith Azopardi        | GSD   | 8 206 | Oui   |
|     | Ernest Britto         | GSD   | 8 093 | Oui   |
|     | James Netto           | GSD   | 8 066 | Oui   |
|     | Joe Bossano           | GSLP  | 7 396 | Oui   |
|     | Joseph Baldachino     | GSLP  | 6 940 | Oui   |
|     | Maria Montegriffo     | GSLP  | 6 876 | Oui   |
|     | Albert Isola          | GSLP  | 6 768 | Oui   |
|     | Joshua Gabay          | GSLP  | 6 742 | Oui   |
|     | Robert Mor            | GSLP  | 6 661 | Oui   |
|     | Juan Perez            | GSLP  | 6 597 | Oui   |
|     | Clive Golt            | GSLP  | 6 483 | Non   |
|     | Joseph Garcia         | GNP   | 1 679 | Non   |
|     | Steven Linares        | GNP   | 809   | Non   |
|     | Damon Bossino         | GNP   | 794   | Non   |
|     | Paul Borda            | GNP   | 552   | Non   |
|     | Elio Victor           | GNP   | 548   | Non   |
|     | Lyana Armstrong-Emery | GNP   | 543   | Non   |
|     | Anthony Balloqui      | GNP   | 507   | Non   |
|     | Annette Tunbridge     | GNP   | 500   | Non   |
|     | Peter Cumming         | IND   | 214   | Non   |